# Asterix il gallico
Asterix il gallico (Astérix le Gaulois) è il primo albo della serie a fumetti Asterix di René Goscinny (sceneggiatura) e Albert Uderzo (disegni), pubblicato a puntate su Pilote dal nº 1 (29 ottobre 1959) al nº 38 (14 luglio 1960) e poi in forma di albo nell'ottobre 1961.
L'albo inizialmente fu stampato in 6 000 copie che andarono subito esaurite, e nel 1967 fu adattato in un omonimo film d'animazione. Nel 1999 si classificò al 23º posto tra i 100 libri del secolo di le Monde.

## Trama
Nel 50 a.C., dopo la sconfitta di Vercingetorige, la Gallia è interamente occupata dall'esercito romano a eccezione di un piccolo villaggio dell’Armorica. Qui vive il guerriero Asterix, che insieme ai suoi concittadini resiste ai legionari romani prendendoli a botte: questo è possibile grazie a una pozione magica preparata da Panoramix, il druido del villaggio; il filtro è in grado di aumentare temporaneamente la forza per di chi lo beve, e viene distribuita a tutti gli abitanti del villaggio, tranne Obelix, il portatore di menhir, sul quale gli effetti del filtro sono permanenti poiché da piccolo cadde nel paiolo del druido.
A Petibonum, il centurione romano Caius Bonus e il suo secondo Marcus Sacapus, per scoprire il segreto della forza sovrumana dei loro avversari, decidono di inviare una spia nel villaggio: il legionario Caligula Minus viene quindi fatto travestire come un gallo di nome Caliguliminix; incatenato, viene condotto da una pattuglia nella foresta presso il villaggio. Intervengono Asterix e Obelix, che sconfiggono i romani e conducono Caliguliminix al loro villaggio, dove la spia scopre il segreto della pozione magica, che gli viene perfino somministrata. Poco dopo Caligula Minus viene smascherato, ma grazie ai poteri acquisiti riesce a fuggire e a far ritorno a Petibonum. Informato dell'esistenza della pozione, Caius Bonus fa rapire Panoramix con l'intento di scoprirne il segreto.
Asterix parte alla ricerca del druido: giunto a Petibonum, scopre che Caius Bonus e Marcus Sacapus vogliono la pozione magica per spodestare Giulio Cesare. Ritrovato Panoramix, i due decidono di dare una lezione ai Romani: l'indomani il druido promette al centurione di preparare la pozione, ma gli fa perdere tempo obbligandolo a cercare improbabili ingredienti; poi fa bere ai legionari una pozione che, anziché accrescere la forza, fa crescere ininterrottamente barba e capelli.
L’intero accampamento cade ben presto in preda al caos, e il disperato Caius Bonus promette ad Asterix e Panoramix la libertà in cambio dell’antidoto; con la scusa di prepararlo, Panoramix si fa portare gli ingredienti per la vera pozione magica, che verrà preparata di nascosto per Asterix, mentre ai romani viene somministrato del minestrone. Credendosi libero dal maleficio, Caius Bonus si rimangia la promessa di liberare i Galli, ma a quel punto Asterix mette fuori gioco la guarnigione e i due scappano dall'accampamento; appena fuori, scoprono che Petibonum è stata accerchiata dalle legioni di Cesare in persona, che ha avuto notizia della congiura ai suoi danni. Asterix e Panoramix aiutano Cesare a smascherare Caius Bonus; in cambio l'imperatore li libera, promettendo però che un giorno sottometterà il loro villaggio. I galli fanno ritorno incolumi al villaggio, che per festeggiarli prepara un ricco banchetto.

## L'albo
La prima avventura di Asterix è un semplice e ironico scontro tra i galli e i romani, che serve più che altro a presentare i protagonisti della serie tratteggiandone le caratteristiche fondamentali. Alcune di esse verranno riviste nelle storie successive: ad esempio Obelix appare come personaggio secondario, mentre nelle storie successive acquisirà il ruolo di coprotagonista.
Anche i modelli grafici dei personaggi non sono definitivi: Giulio Cesare è rappresentato in due versioni molto diverse, una all’inizio e una alla fine dell’avventura.

## Storia editoriale

### In Francia
In Francia la storia fu serializzata inizialmente all'interno della rivista Pilote, in cui apparve a puntate dal numero 1 (29 ottobre 1959) al 38 (14 luglio 1960); in seguito è stata pubblicata in albo cartonato nel 1961 dall'editore Dargaud.
Attualmente l'albo viene ristampato dalla casa editrice Hachette Livre, che nel dicembre 2008 acquisì da Uderzo e da Anna Goscinny (figlia dello scomparso René) tutti i diritti sulle pubblicazioni di Asterix.

### In Italia

#### Edizioni Mondadori
In Italia l'albo è edito, come gli altri della serie, da Mondadori; la prima edizione italiana risale al febbraio 1968 per la traduzione di Marcello Marchesi. La Mondadori ha ristampato l'albo più volte nel corso degli anni; l'ultima edizione, condotta su quella francese di Hachette Livre, è della fine del 2011 e rispetto alle precedenti presenta, pur mantenendo invariata la traduzione, una copertina diversa, un nuovo lettering e una colorazione rinnovata; è inoltre caratterizzata dall'avere la sagoma di Asterix stampata in rosso sulla costa.
Nel 1975 è stata pubblicata dalla Mondadori una versione tascabile in bianco e nero dell'albo, nella collana Oscar Mondadori, e nel giugno 2010 la storia è apparsa all'interno di Asterix: le origini, volume a colori in formato tascabile della collana Mondadori "Oscar Best Seller" comprendente anche le storie Asterix e il falcetto d'oro e Asterix e il duello dei capi.

#### Altre edizioni
La storia è stata inoltre pubblicata a puntate anche all'interno della rivista Il Giornalino (Edizioni San Paolo), nella quale fece la sua prima apparizione nel 1975 venendovi poi ristampata periodicamente; alla fine degli anni novanta è stata anche pubblicata in albo come supplemento speciale della rivista. Tali edizioni sono basate su quella Mondadori e presentano la stessa traduzione di Marcello Marchesi.
Un'ulteriore edizione italiana dell'albo è stata quella pubblicata da Fabbri/Dargaud, datata febbraio 1982. Anche questa era basata sull'edizione Mondadori, e presenta il medesimo titolo e la medesima traduzione.

### In altre lingue
Il titolo originale dell'albo, Astérix le Gaulois, è stato tradotto come segue in alcune delle principali lingue in cui il fumetto è edito; vengono inoltre indicate la casa editrice e l'anno di prima pubblicazione:
- catalano: Astèrix el Gal - Salvat editores,  Spagna, (prima edizione Mas Ivars Editores, 1977)
- coreano: 골족의영웅 아스테릭스 (Goljog-ûi yeong'ung Asteriks) - Moonhak-kwa-Jisung-Sa,  Corea del Sud, 2001
- danese: Asterix og hans gæve gallere - Egmont Serieforlaget A/S,  Danimarca, 1969
- finlandese: Asterix Gallialainen - Egmont Kustanus Oy,  Finlandia, 1974
- inglese: Asterix the Gaul - Orion,  Regno Unito, 1969
- latino: Asterix Gallus - Egmont Ehapa Verlag,  Germania, 1973
- olandese: Asterix de Galliër - Hachette Livre,  Paesi Bassi, 1966
- portoghese: Astérix o Gaulês - Edições ASA,  Portogallo, 1967
- spagnolo: Asterix el Galo - Salvat editores,  Spagna, 1973 (prima edizione Molino, 1965)
- svedese: Asterix och hans tappra galler - Egmont Kärnan AB,  Svezia, 1970
- tedesco: Asterix der Gallier - Egmont Ehapa Verlag,  Germania, 1968